# Kurt Genser
Kurt Genser (* 1. April 1944 in St. Johann im Pongau) ist ein österreichischer Provinzialrömischer Archäologe.
Kurt Genser besuchte 1954 bis 1964 das Gymnasium in Salzburg. Von 1964 bis 1978 war er für die Österreichischen Bundesbahnen tätig. Ab 1970 studierte er an der Universität Salzburg Alte Geschichte und Archäologie und wurde am 27. November 1975 promoviert. 1978 begann Genser seine Tätigkeit als Hochschulassistent am Institut für Alte Geschichte und Altertumskunde der Universität Salzburg, 1982 habilitierte er sich und wurde 1983 Universitätsdozent für Römische Geschichte mit besonderer Berücksichtigung der Provinzialforschung. Von 1997 bis zu seiner Pensionierung war er am Institut für Alte Geschichte, Altertumskunde und Mykenologie der Universität Salzburg als außerordentlicher Universitätsprofessor tätig.
Der Schwerpunkt der wissenschaftlichen Tätigkeit von Kurt Genser lag in der antiken Militär- und Provinzialgeschichte, über die er eine Reihe von Untersuchungen veröffentlichte, einige darunter in Pallasch, Zeitschrift für Militärgeschichte, und in anderen Publikationsorganen. Im Rahmen seiner Lehrtätigkeit leitete er Exkursionen, die in das In- und Ausland bis Nordafrika und in den Nahen Osten führten. 2001 gründete er die Schriftenreihe Diomedes des Instituts für Alte Geschichte und Altertumskunde der Universität Salzburg (Heft 1, erschienen in Salzburg 2001).

## Schriften (Auswahl)
- Die Entwicklung des Römischen Limes an der Donau in Österreich. Dissertation, Salzburg 1975 (ungedruckt).
- Der österreichische Donaulimes in der Römerzeit. Ein Forschungsbericht. Habilitationsschrift Universität Salzburg 1982 (ungedruckt).
- Der österreichische Donaulimes in der Römerzeit. Ein Forschungsbericht (= Der römische Limes in Österreich. Band 33). Verlag der Österreichischen Akademie der Wissenschaften, Wien 1986, ISBN 3-7001-0783-8.
- Der Donaulimes in Österreich (= Schriften des Limesmuseums Aalen. Band 44). Württembergisches Landesmuseum, Stuttgart 1990.
- Entstehung und Entwicklung des mittleren Donaulimes (= Linzer Archäologische Forschungen. Sonderheft 25). Nordico – Museum der Stadt Linz, Linz 2001, ISBN 3-85484-573-1.